# Contea di Xiayi
La contea di Xiayi (夏邑县S, Xiàyì XiànP) è una contea della Cina, situata nella provincia di Henan e amministrata dalla prefettura di Shangqiu.